# Izabela I. Kastiljska
Izabela I. Kastiljska (špa. Isabel I de Castilla) ili Izabela Katolička (Madrigal de las Altas Torres, 22. travnja 1451. – Medini del Campo, 26. studenoga 1504.), bila je kraljica Kastilije i Leona. Ona i njen suprug, Ferdinand II. od Aragona, bili su još i poznati kao Katolički kraljevi, jer su predvodili Rekonkvistu u borbi protiv Maura i izborili konačnu pobjedu nad njima protjeravši ih s Pirenejskog poluotoka 1492. godine.
Nakon borbe za prijestolje, Izabela je reorganizirala državni sustav, postigla najmanju moguću zabilježenu stopu kriminala te rasteretila kraljevstvo golemog duga koji joj je ostavio njezin brat koji joj je ujedno bio prethodnik. Izabelin brak s Ferdinandom 1469. godine stvorio je temelj za de facto ujedinjenje svih krajeva Španjolske. Reforme bračnog para utjecale su i na susjedne zemlje, kao i čitavu Europu. Izabela i Ferdinand su također poznati po pokroviteljstvu i financiranju Kolumbovog putovanja 1492. godine koje je dovelo do otkrića Novog svijeta. Španjolska je prepoznata kao najveća sila Europe, ali i svijeta. Oboje su dobili titulu "katolika" od pape Aleksandra VI. te su 1974. godine priznati kao Božje sluge od Svete Stolice.

## Odrastanje
U trenutku svog rođenja, Izabela je bila druga na redu za prijestolje, iza svog starijeg polubrata Henrika IV. Kastiljskoga. Henrik je tada imao 26 godina te je bio u braku, ali bez djece. Njezin mlađi brat Alfonso Kastiljski se radio dvije godine poslije, 1453. godine, te je Izabela zauzela treće mjesto na redu za prijestolje. Kada joj je otac umro 1454., Henrik je preuzeo tron. Izabela i Alfonso su ostali pod njegovom brigom. Izabela, Alfonso i njezina majka su otišli u Arévalo.
To je bilo nemirno doba za Izabelu. Životni uvjeti u dvorcu u Arévalu su bili loši, kao i njihova financijska situacija. Unatoč tome što je njezin otac u svojoj oporuci izričito zahtijevao da se njegovu djecu dobro financira, kralj nije udovoljio tim željama (ili zbog ogromne želje za uskraćivanjem povlastica svog brata i sestre ili iz nesposobnosti). U to je doba Izabela bila pod snažnim utjecajem svoje pobožne majke te razvila duboku duhovnost.
Čim je kraljeva supruga, Ivana Portugalska, trebala roditi njihovu kćer Ivanu, Izabela i Alfonso su bili pozvani na dvor u Segoviji kako bi bili pod kraljevim izravnim nadzorom te kako bi dovršili svoje obrazovanje. Alfonso je dobio svog učitelja, a Izabela je postala dio kraljičinog kućanstva.
Tu su joj se neki životni uvjeti poboljšali. Uvijek je imala hrane i odjeće te je živjela u dvorcu pun zlata i srebra. Izabelino obrazovanje sastojalo se od čitanja, pisanja, povijesti, matematike, umjetnosti, šaha, plesa, pletenja, glazbe i vjeronauka. Izabela i njezine dvorkinje su se zabavljale umjetnošću, pletenjem i glazbom. Živjela je opušteno, rijetko napuštajući dvorac po kraljevoj naredbi. Njezin polubrat ju je skrivao od političkih previranja u kraljevstvu, iako je Izabela bila potpuno svjesna događaja i svoje uloge u njima. 
Plemići, željni moći, suočili su se s kraljem Henrikom, zahtijevajući da se njegovim nasljednikom imenuje Izabelin mlađi polubrat Alfonso. Čak su išli toliko daleko da su od Alfonsa tražili da preuzme prijestolje. Plemići, koji sada kontroliraju Alfonsa i tvrde da je on pravi nasljednik, sukobili su se sa snagama kralja Henrika u Drugoj bitci kod Olmeda 1467. godine. Bitka je završila neriješeno. Kralj Henrik pristao je priznati Alfonsa kao svog nasljednika, pod uvjetom da se oženi njegovom kćeri, princezom Ivanom. Ubrzo nakon što je imenovan princom od Asturije, Izabelin mlađi brat Alfonso umro je u srpnju 1468. godine, vjerojatno od kuge. Plemići koji su ga podržavali sumnjali su na trovanje. Kako je u oporuci svog brata imenovana za njegovu nasljednicu, plemići su zamolili Izabelu da zauzme njegovo mjesto pobjednice pobune. Međutim, podrška pobunjenicima počela je slabiti, a Izabela je više voljela nagodbu postignutu pregovorima od nastavka rata. Sastala se s Henrikom u Toros de Guisandu i postigli su kompromis: rat će prestati, kralj Henrik imenovat će Izabelu za nasljednicu umjesto svoje kćeri Ivane, a Izabela se neće udati bez pristanka svog brata, ali on ju također nije mogao prisiliti da se uda protiv svoje volje. Izabelina je strana izašla s većinom onoga što su plemići željeli, iako nisu išli toliko daleko da su službeno smijenili kralja Henrika; nisu bili dovoljno moćni za to, a Izabela nije željela ugroziti načelo pošteno naslijeđenog nasljedstva, jer je upravo na toj ideji temeljila svoj argument za legitimitet kao nasljednika.

## Pregovori oko braka
Pitanje Izabelinog braka nije bilo novo. Na bračnom tržištu je bila u dobi od šest godina zarukama s Ferdinandom, mlađim sinom Ivana II. Navarre (čija je obitelj bila kadetska podružnica Kuće Trastámara). U to su vrijeme dva kralja, Henrik i Ivan, bili željni pokazati svoju međusobnu ljubav i povjerenje te su vjerovali da će ovaj dvostruki savez učiniti njihovo vječno prijateljstvo očitim svijetu. Taj dogovor, međutim, nije dugo trajao.
Ferdinandov stric Alfonso V. Aragonski umro je 1458. godine. Sva Alfonsova španjolska područja, kao i otoci Sicilija i Sardinija, prepušteni su njegovom bratu Ivanu II. Ivanje sada imao jači položaj nego ikad prije i više nije trebao sigurnost Henrikovog prijateljstva. Henrik je sada trebao novi savez. Šansu za ovo prijekopotrebno novo prijateljstvo vidio je u Karlu od Viane, Ivanovom starijem sinu. Karlo se stalno sukobljavao s ocem i zbog toga je potajno stupio u savez s Henrikom. Glavni dio saveza bio je da se između Karla i Izabele dogovori brak. Kad je Ivan II. saznao za ovaj dogovoreni brak, bio je ogorčen. Izabela je bila namijenjena njegovom omiljenom mlađem sinu, Ferdinandu, i u njegovim je očima taj savez još uvijek vrijedio. Ivan II. dao je sina Karla baciti u zatvor pod optužbom da je kovao zavjere protiv očeva života. Karlo je umro 1461. godine.
Godine 1465. pokušalo se vjenčati Izabelu s Afonsom V. Portugalskim, Henrikovim šogorom. Posredstvom kraljice i grofa Ledesme sklopljen je portugalski savez. Izabela je, međutim, bila oprezna u vezi s brakom i odbila je pristati.
U Kastilji je izbio građanski rat zbog nesposobnosti kralja Henrika da djeluje kao vladar. Henriku je sada trebao brz način da udovolji pobunjenicima kraljevstva. Kao dio sporazuma o obnovi mira, Izabela je trebala biti zaručena s Pedrom Girón Acuña Pacheco, magistrom reda Calatrava i bratom kraljevog miljenika Juana Pacheca.  Zauzvrat, don Pedro bi u siromašnu kraljevsku blagajnu uplatio veliku svotu novca. Ne videći alternativu, Henrik je pristao na brak. Izabela je bila zaprepaštena i molila se Bogu da se brak ne dogodi. Njezine su molitve uslišane kad se don Pedro iznenada razbolio i umro dok je išao u susret svojoj zaručnici.
Činilo se da se bliže kraju propalim pokušajima sklapanja braka. Među primamljivim opcijama su bili engleski kralj Eduard IV ili jedan od njegove braće, najvjerojatnije Rikard, ali nikada takav savez nisu ozbiljno razmatrali. Godine 1468., ponovno je stigla prosidba Afonsa V. Portugalskog. Usprkos obećanjima koje je dao svojoj sestri, Henrik je pokušao realizirati taj brak. Ako se Izabela uda za Alfonsa, Henrikova kći Ivana bi se udala za Afonsovog sina Ivana II. te bi time nakon Henrikove smrti, Ivan i Ivana naslijedili Portugal i Kastilju. Izabela je odbila i potajno obećala da će se udati za svog rođaka i prvotnog prosca, Ferdinanda Aragonskog.

## Tajno vjenčanje s Ferdinandom Aragonskim
Nakon ovog neuspjelog pokušaja, Henrik je još jednom krenuo protiv svoje riječi i pokušao oženiti Izabelu bratom Luja XI., Karlom, vojvodom od Berryja. U Henrikovim očima ovaj bi savez učvrstio prijateljstvo Kastilje i Francuske, kao i udaljio Izabelu iz kastiljanskih poslova. Izabela je još jednom odbila prijedlog. U međuvremenu je Ivan II. Aragonski u tajnosti s Izabelom pregovarao o vjenčanju s njegovim sinom Ferdinandom.
18. listopada 1469. godine održala se formalnost zaruka. Budući da su Izabela i Ferdinand bili rođaci, stajali su unutar zabranjenog krvnog srodstva i brak ne bi bio zakonit ako se ne dobije papino odobrenje. Uz pomoć valencijskog kardinala Rodriga Borgie (kasnije Aleksandra VI.), Pio II. (koji je umro 1464.) je Izabeli i Ferdinandu poklonio navodnu papinsku bulu, ovlastivši Ferdinanda da se vjenča u okviru trećeg stupnja srodstva, sklapajući njihov brak pravno. Bojeći se protivljenja, Izabela je pobjegla s Henrikovog dvora s izgovorom da posjeti grobnicu svog brata Alfonsa u Ávili. S druge strane, Ferdinand je prešao Kastilju u tajnosti prerušen u slugu. Vjenčali su se odmah po ponovnom okupljanju, 19. listopada 1469., u Palacio de los Vivero u gradu Valladolid.

## Početak vladavine
12. prosinca 1474., stigla je obavijest o Henrikovoj smrti u Madridu. Izabela je morala pronaći utočište unutar zidina Alcázara u Segoviji gdje je dobila podršku od Andres de Cabrera and Vijeća Segovije. Idućeg dana, Izabela je bila imenovana kraljicom Kastilje i Leóna.
Njezina je vladavina počela burno: Budući da ju je brat proglasio svojim prijestolonasljednikom, kada je zasjela na prijestolje 1474. godine, već je postajalo nekoliko spletki protiv nje. Diego Pacheco, markiz od Villene, i njegovi pristaše tvrdili su da je Henrikova kći Ivana prava kraljica. Ubrzo nakon toga, nadbiskup Toleda, napustio je dvor kako bi se pridružio svom pranećaku u toj spletki. Kovali su planove da se Ivana uda za svog ujaka, kralja Afonsa V. Portugalskog i osvoji Kastilju kako bi se domogla svog prijestolja.

## Rat s Portugalom
U svibnju 1475. kralj Afonso i njegova vojska ušli su u Španjolsku i napredovali do Plasencije. Ovdje se oženio mladom Ivanom. Tada se dogodio dugi i krvavi rat za kastiljsko prijestolje. Rat je išao naprijed-nazad gotovo godinu dana sve do 1. ožujka 1476., kada se dogodila bitka kod Tora, u kojoj su obje strane proglasile pobjedu i proslavile: trupe kralja Afonsa V. poražene od kastiljskog lijevog centra kojim su zapovijedali vojvoda od Albe i kardinal Mendoza, dok su snage predvođene Ivanom Portugalskom porazile kastiljsko desno krilo i ostao u posjedu bojišnice.
S velikom političkom vizijom, Izabela je iskoristila trenutak i sazvala dvorove u Madrigal-Segoviji (travanj – listopad 1476., gdje je njezino najstarije dijete Izabela prvi put položena kao nasljednica kastiljske krune. To je bilo jednako legitimiranju vlastitog prijestolja.
U kolovozu iste godine Izabela je sama dokazala svoje sposobnosti moćnog vladara. U Segoviji je izbila pobuna, a Izabela je jahala da je suzbije, jer je njezin suprug Ferdinand u to vrijeme bio isključen iz borbe. Suprotno savjetu svojih muških savjetnika, Izabela je sama ušla u grad kako bi pregovarala s pobunjenicima. Bila je uspješna te je pobuna brzo privedena kraju. Dvije godine kasnije, Izabela je dodatno osigurala svoje mjesto vladara rođenjem svog sina Ivana, princa od Asturije, 30. lipnja 1478. Mnogima je prisustvo muškog nasljednika legitimiralo mjesto vladara.
U međuvremenu, kastiljska i portugalska flota borile su se za hegemoniju na Atlantskom oceanu i za bogatstvo Gvineje (zlato i robovi), gdje se vodila odlučujuća pomorska bitka kod Gvineje.
Rat se otegnuo još tri godine i završio je kastiljskom pobjedom na kopnu i portugalskom pobjedom na moru. Četiri odvojena mirovna ugovora potpisana u Alcáçovasu (4. rujna 1479.) odražavala su taj rezultat: Portugal se odrekao kastiljskog prijestolja u Izabelinu korist u zamjenu za vrlo povoljan udio atlantskih teritorija spornih s Kastiljom (svi su otišli u Portugal izuzetak Kanarskih otoka: Gvineja s rudnicima zlata, Zelenortskim otocima, Madeirom, Azorskim otocima i osvojenim pravom Kraljevine Fez plus velika ratna odšteta: 106.676 doble zlata. Katolički kraljevi također su morali prihvatiti da Ivana ostane u Portugalu umjesto u Španjolskoj i da oproste svim pobunjenim podanicima koji su ju podupirali. A katolički kraljevi - koji su se proglasili vladarima Portugala i darivali zemlje plemićima unutar ove zemlje - morali su se odreći portugalske krune.
U Alcáçovasu su Izabela i Ferdinand osvojili prijestolje, ali portugalsko ekskluzivno pravo plovidbe i trgovine u cijelom Atlantskom oceanu južno od Kanarskih otoka značilo je da je Španjolska praktički blokirana iz Atlantika i da joj je oduzeto gvinejsko zlato, što je izazvalo bijes u Andaluziji. 

### Kristofor Kolumbo
Kristofor Kolumbo oslobodio je Kastilju te teške situacije, jer je njegovo otkriće Novog svijeta dovelo do novog i uravnoteženijeg dijeljenja Atlantika u Tordesillasu 1494. Kao što pokazuju naredbe koje je Kolumbo primio na svom prvom putovanju (1492.): 
"katolički kraljevi uvijek imaju na umu da se granice potpisane u udjelu Alcáçovasa ne smiju prevladati, pa stoga inzistiraju na Kolumbu da plovi uz paralelu Kanara." 
Dakle, sponzoriranjem kolumbijske avanture na zapadu, španjolski vladari pokušavali su jedini preostali put širenja. Kao što je sada poznato, bili su izuzetno uspješni po tom pitanju. Izabela se od samog početka pokazala kao borac i čvrst vladar. Sad kad je uspjela osigurati svoje mjesto na kastiljskom prijestolju, mogla je početi uvoditi reforme koje su kraljevstvu bile prijeko potrebne.

## Reforme

### Regulacija zločina
Zasjevši na prijestolje 1474. godine, Kastilja je prolazila mračno razdoblje povijesti pod vlašću njezinog brata Henrika. Nije bila tajna da je Henrik IV. bio rastrošan te lijen po pitanju jačanja zakona i vladavine prava u kraljevstvu. Jedan od tadašnjih svjedoka i stanovnika Kastilje izjavio je da su ubojstva, silovanja i pljačke prolazili bez kazne. Zahvaljujući tome je Izabela pothitno morala naći način da reformira svoje kraljevstvo. Promotrovši njezine mjere, mođe se zaključiti da je Izabela bila sklonija pravdi od milosti te je bila daleko rigidnija i nepopustljivija od svog muža Ferdinanda.

### La Santa Hermandad (Sveto Bratstvo)
Godine 1476. Izabela je započela s jednom većom reformom u obliku policijskih snaga, pod nazivom La Santa Hermandad (Sveto Bratstvo). To nije bilo prvi put da je Kastilija doživjela Sveto Bratstvo, ali je bio prvi put da je bilo u korist Krune. Taj se naziv odnosio na skupine muškaraca koji su bili suglasni u tome kako regulirati red i zakon na ulicama, naseljima i kako postupati s prijestupnicima. Cilj ove reforme je bio da vladar, tj. kraljevski službenici, nadziru rad predstavnika reda i zakona, a ne (kao što je dotad bilo) lokalni plemići i veleposjednici.

### Uprava
I Izabela i njezin suprug Ferdinand uveli su nekolicinu reformi u državno-administrativnom aparatu svojih kraljevina. Posebice u Kastilji je njihovo najveće postignuće bilo što su rad državnih institucija učinili maksimalno učinkovitim koje su postojale u doba Ivana II. i Henrika IV.

## Izgled
Izvori navode da je Izabela bila snažne, stasite građe, veoma svijetle puti te je imala svijetlosmeđu kosu. Međutim, određeni portreti ju prikazuju kao potpunu brinetu. Smatralo se da joj njezine kćeri, Ivana i Katarina, najviše sliče.

## Osobnost
Izabela je vodila strog, umjeren način života. Njezin religiozni duh uvelike je utjecao na njezin život. Unatoč svom neprijateljstvu prema muslimanima u Andaluziji, razvila je ukus za mavarski dekor i stil. Njezini suvremenici ističu njezinu čestitost, karizmu, hrabrost, snagu, mudrost i kreposnost.

## Potomstvo
Izabela i Ferdinand su imalo sedmero djece, od kojih je petero preživjelo do zrele dobi:
- Izabela (1470. – 1498.) koja se prvo udala za Afonsa, portugalskog princa, no bez djece. Drugi joj je muž bio Manuel I. Portugalski, bez preživjele djece.
- Sin, pobačen 31. svibnja 1475. u Cebrerosu.
- Ivan (1478. – 1497.), prince od Asturije. Oženio je nadvojvotkinju Margaretu od Austrije, bez preživjelih potomaka.
- Ivana (1479. – 1555.), kastiljska kraljica. Udala se za Filipa Lijepog, sa šestero preživjelih potomaka koji su kasnije postali kraljevi i kraljice.
- Marija (1482. – 1517.), udala se za Manuela I. Portugalskoga, udovca njezine sestre, također bez preživjele djece.
- Kćer, Marijina mrtvorođena sestra blizanka. Rođena 1. srpnja 1482. u zoru.
- Katarina (1485. – 1536.), prvo se udala za Artura, princa od Walesa, bez djece. Kasnije se udala za njegovog mlađeg brata, Henrika VIII. te su je njihova kći bila Marija Tudor.

Pred kraj života Izabelu su obuzele obiteljske tragedije, premda je ih je podnijela s gracioznošću i čvrstinom. Smrt njenog voljenog sina i nasljednika i pobačaj njegove supruge, smrt njezine kćeri Izabele i Izabelina sina Miguela (koji je mogao ujediniti kraljevstva katoličkih kraljeva s kraljevinom Portugala), pobuna i navodno ludilo njezine kćeri Ivane i ravnodušnost Filipa Lijepog te neizvjesnost u kojoj se Katarina nalazila nakon smrti njezina supruga potopili su je u duboku tugu zbog koje se do kraja života odijevala u crno. Njezina snažna duhovnost dobro se razumije iz riječi koje je izgovorila nakon što je čula za smrt svog sina: 
"Gospodin mi ga je dao, Gospodin mi ga uzeo, slava Njegovo sveto ime."

## Vanjske poveznice
- Izabela Kastilijska u Katoličkoj enciklopediji